# Serge Mimpo
Serge Mimpo-Tsintsémé (* 6. Februar 1974 in Ndom) ist ein ehemaliger kamerunischer Fußballspieler.

## Karriere
Mimpo begann seine Profikarriere bei Canon Yaoundé. Bei der Junioren-Weltmeisterschaft 1993 gehörte er zum Kader Kameruns und kam in allen drei Vorrundenpartien zum Einsatz. 1996 wechselte er zum griechischen Klub Panachaiki, ehe er 1999 wieder zu Canon Yaoundé zurückkehrte. Mit der U23-Auswahl Kameruns nahm er bei den Olympischen Sommerspielen 2000 in Sydney teil, wo er sechs Spiele absolvierte und mit der Mannschaft Olympiasieger wurde. Er wechselte erneut nach Griechenland dieses Mal zu Ethnikos Asteras. Doch bereits nach einer Spielzeit folgte der nächste Wechsel, dieses Mal zum Paris FC, wo er sechs Jahre spielte und 126 Spiele bestritt. Im Anschluss trug er noch eine Saison lang das Trikot von Red Star Paris, ehe er im Pariser Amateurfußball noch für den FCM Aubervilliers und die USA Clichy spielte.